# Haleon
Haleon plc es una multinacional británica de atención médica para el consumidor con sede en Weybridge, Inglaterra. Es la compañía de atención médica para el consumidor más grande del mundo, con marcas que incluyen la pasta de dientes Sensodyne, los analgésicos Panadol y Advil y las vitaminas Centrum. La compañía es líder mundial en medicamentos de venta libre con una participación de mercado del 7,3 por ciento. Su portafolio de medicamentos y productos para la salud es el resultado de la fusión de las líneas de consumo masivo de GSK, Pfizer y Novartis. Cuenta con operaciones en más de 90 países, incluyendo centros de I+D en Estados Unidos y Europa y plantas de manufactura en todos los continentes.
Haleon se estableció el 18 de julio de 2022 como una escisión corporativa de GSK.
Sir David Lewis es el presidente, con Brian McNamara como director ejecutivo. Haleon cotiza en la Bolsa de Valores de Londres y es un componente del FTSE 100, con una cotización secundaria en la Bolsa de Valores de Nueva York . Las ventas anuales ascendieron a alrededor de £ 10 mil millones en 120 mercados en 2020.

## Historia
GSK y Pfizer fusionaron sus negocios de atención médica al consumidor en 2019. GSK poseía poco más de dos tercios de la empresa conjunta y Pfizer poseía el resto.
GSK anunció planes para escindir Haleon en 2018 con el fin de darle al "fabricante de medicamentos cansado un mayor enfoque y potencia al prepararse y separarse de la división de consumo".
Unilever ofreció 50.000 millones de libras esterlinas por el negocio en 2022, en una oferta que GSK rechazó. Nestlé examinó la posibilidad de una oferta en conjunto con Reckitt.
La salud bucodental representó el 28,5 % de los ingresos en 2021.
Los activos brutos ascendieron a más de £45 mil millones el 31 de marzo de 2022.

## Marcas
Las marcas incluyen:
- Abreva (docosanol)
- Advil ( ibuprofeno )
- Orlistat
- Aquafresh (salud bucal)
- Astring-o-Sol (salud bucal)

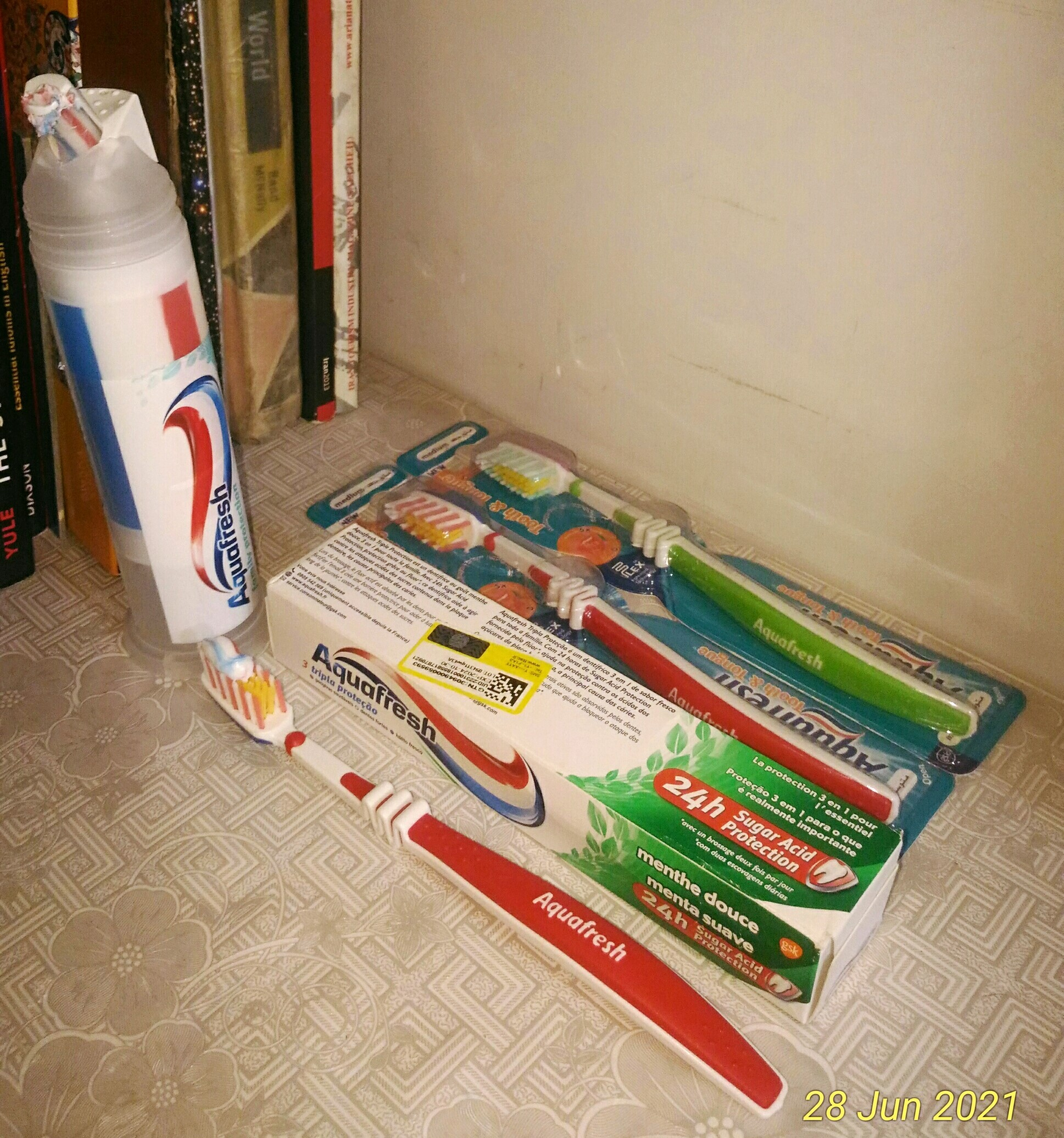
Una selección de crema de dientes y cepillos de dientes Aquafresh producidos por Haleon

- Be-Total (líder en el mercado de vitaminas en Italia)
- Beechams Cold & Flu y Night/Day Nurse (tratamientos para el resfriado y la gripe)
- Bioteno (salud bucal)
- Impulso (nutricional)
- Respira bien (respiratorio)
- Centrum (vitaminas y naturales)
- Cetebe (vitaminas y naturales)
- Clorhexamed (salud bucal)
- Cholinex (analgésicos y vías respiratorias)
- Citrucel (gastrointestinal)
- Coldrex (tratamiento del resfriado y la gripe)
- Commit Lozenge (dejar de fumar)
- Corega (salud bucal)
- Corsodyl (salud bucal)
- Crocin (analgésicos y vías respiratorias)
- Dr. Best (salud bucal)
- ENO (gastrointestinal)
- Eumovato (dermatológico)
- Fenbid (analgésicos y vías respiratorias)
- Flonase (propionato de fluticasona)
- Formigran (analgésico/triptán)
- Grand-PA (dolor de cabeza/dolor de muelas/dolor y fiebre)
- Hinds (dermatológico)
- Junior Horlicks (nutricional)
- Iodex (alivio del dolor)
- Yodosan (tratamiento del resfriado y la gripe)
- Macleans (salud bucal)
- Maltova (nutricional)
- Maxinutrición (nutricional)
- Med-Lemon (medicamentos para el calor, el resfriado y la gripe)
- Medacalm (vitaminas y naturales)
- Nicorette (reemplazo de nicotina)
- Night Nurse (remedio para el resfriado y la gripe)
- NiQuitin CQ/ Nicoderm CQ/ Nicabate (reemplazo de nicotina)
- Odol (salud bucal)
- Odol-med3 (salud bucal)
- Os-cal (salud bucal)
- Panadeine (analgésicos y vías respiratorias)
- Panadol (analgésicos y vías respiratorias)
- parodontax (salud bucal)
- Piriton/Piriteze (antialérgico)
- Polident (salud bucal)
- Poligrip Ultra (salud bucal)
- Rutinoscorbin (vitaminas y naturales)
- Emulsión de Scott (vitaminas y naturales)
- Sensodyne (salud bucal)
- Shumitect (salud bucal)
- Solpadeína (analgésicos y vías respiratorias)
- Súper Poligrip (salud bucal)
- Super Wernet's (salud bucal)
- Synthol (salud bucal)
- Theraflu (Respiratorio)
- Tums (gastrointestinal)
- Viva (vitaminas y naturales), origen: Nepal
- Dolex (analgésico antipiretico)
- Today (salud sexual y reproductiva)
- Mucosina (Respiratorio)
- Zovirax (dermatológico)

## Propiedad
A partir de 2022, Pfizer posee el 32 por ciento de Haleon, mientras que GSK conserva una participación del 13 por ciento.